# Inverted coaster

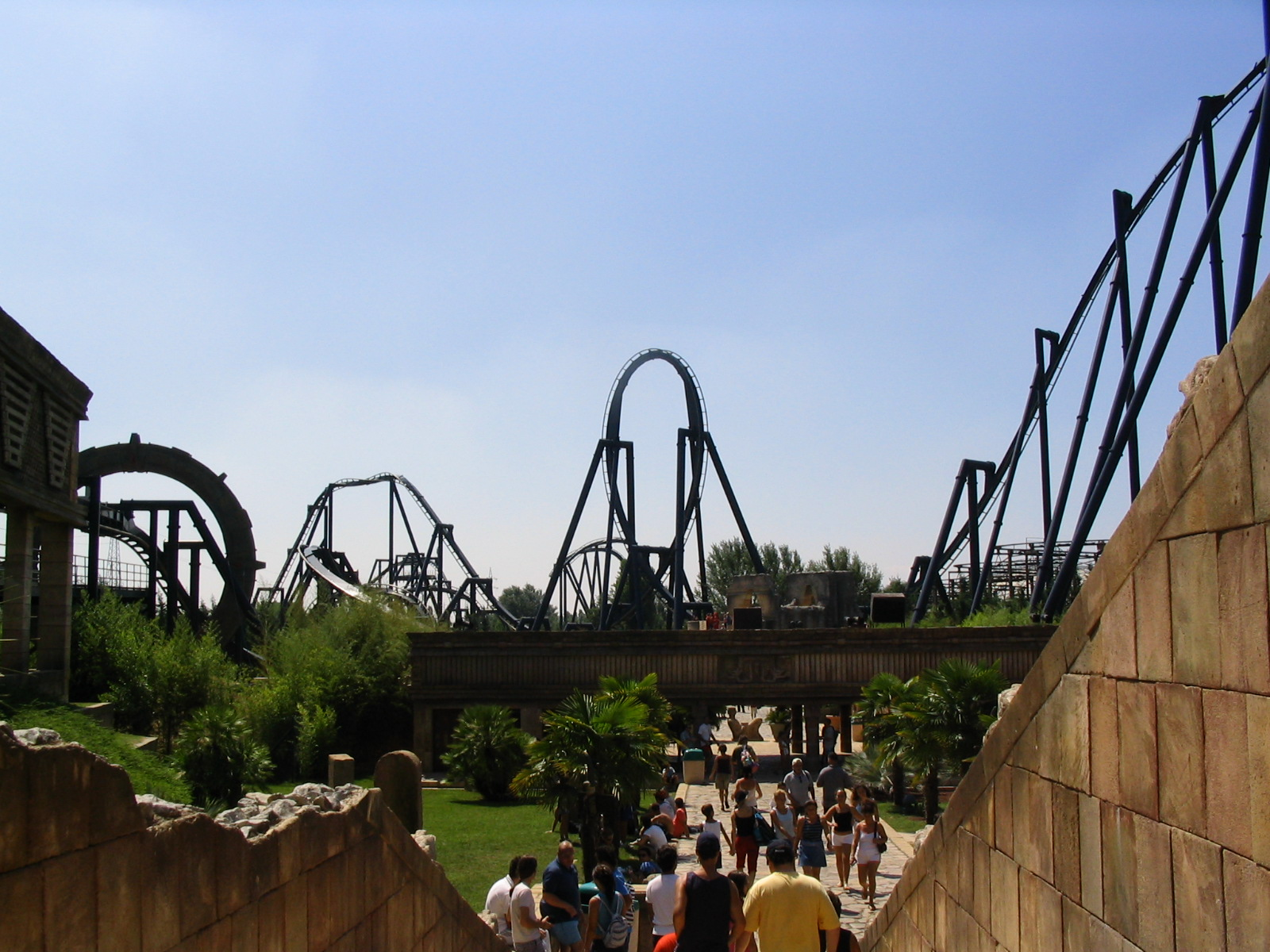
Veduta dell'inverted coaster Katun a Mirabilandia

Un inverted coaster (in italiano: "montagna russa invertita") è una montagna russa in cui il treno scorre sotto al binario con i sedili collegati direttamente al carrello delle ruote. Quest'ultima peculiarità è ciò che li distingue dai suspended coaster, che scorrono sotto il binario, ma che oscillano attraverso una sbarra attaccata al carrello delle ruote.

## Storia, descrizione e installazioni
All'inizio degli anni '90 fu originariamente ideato il concetto di inverted coaster dall'azienda costruttrice di attrazioni svizzera Bolliger & Mabillard. La prima installazione di un inverted coaster si ebbe a Six Flags Great America nel 1992 con Batman: The Ride. L'attrazione fu un successo e fu clonato molte volte in altri parchi, rendendolo effettivamente un modello proprio dell'azienda. L'inverted coaster divenne rapidamente uno delle tipologie di montagne russe più costruite con esemplari costruiti quasi ogni anno. L'inverted coaster più alto e più veloce è Wicked Twister a Cedar Point, 66 metri in altezza e 116 km/h di velocità massima.
Altri produttori di montagne russe iniziarono a seguire le impronte di Bolliger & Mabillard e cominciarono a lavorare sui propri progetti di inverted coaster, tra cui Vekoma, Intamin e altre aziende più piccole.
Gli inverted coaster solitamente includono inversioni come giri della morte, zero-g roll, loop di Immelmann, cobra roll e corkscrew.
In totale 189 inverted coaster sono stati installati in vari parchi di divertimento, alcuni dei quali sono stati trasferiti.
In Italia ne sono presenti 4: Katun a Mirabilandia, Blue Tornado a Gardaland Park, Diabolik Invertigo a Movieland Park e Mirage Rosso a Zoosafari Fasanolandia.

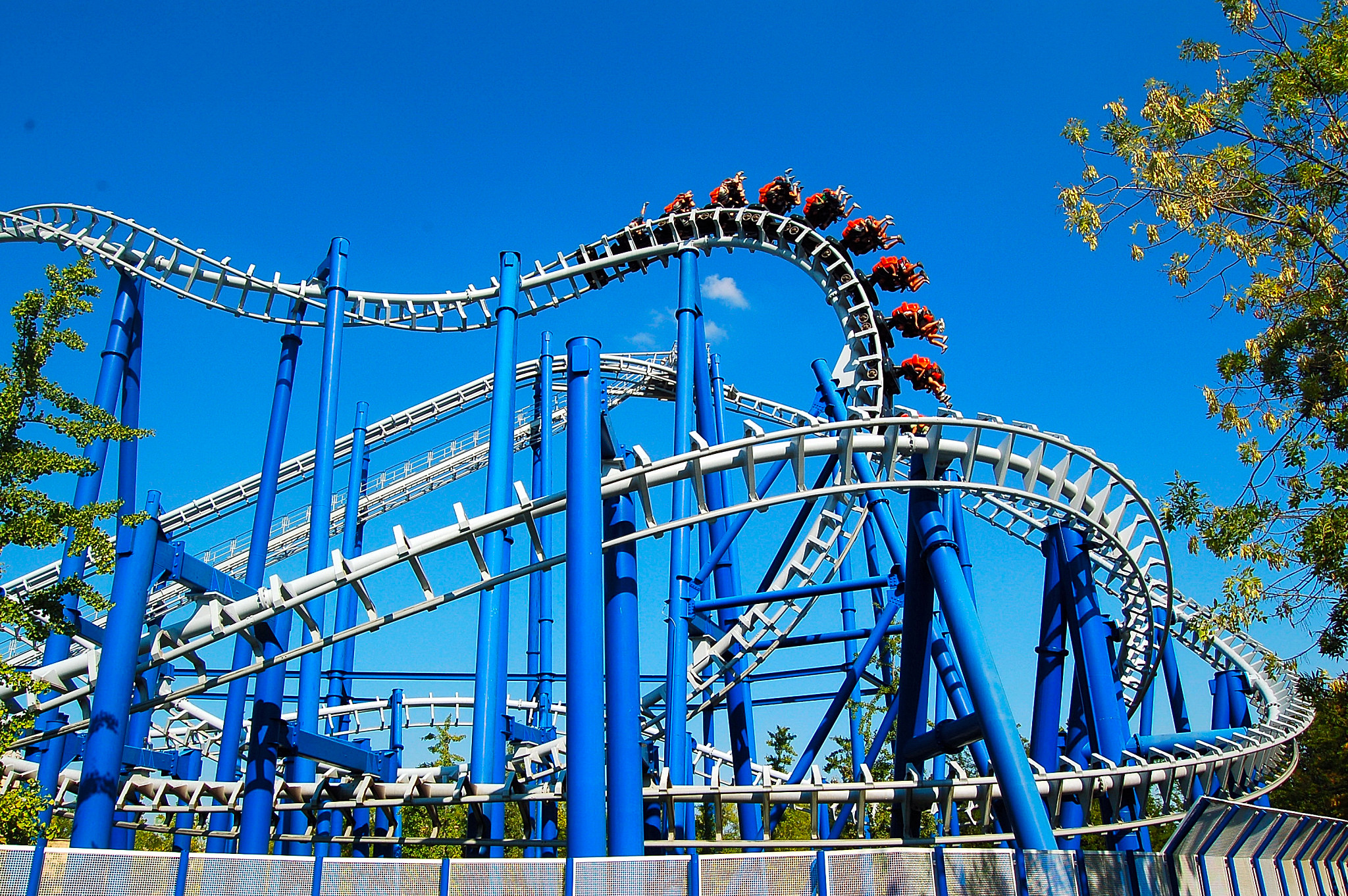
Un inverted coaster in Italia: Blue Tornado a Gardaland
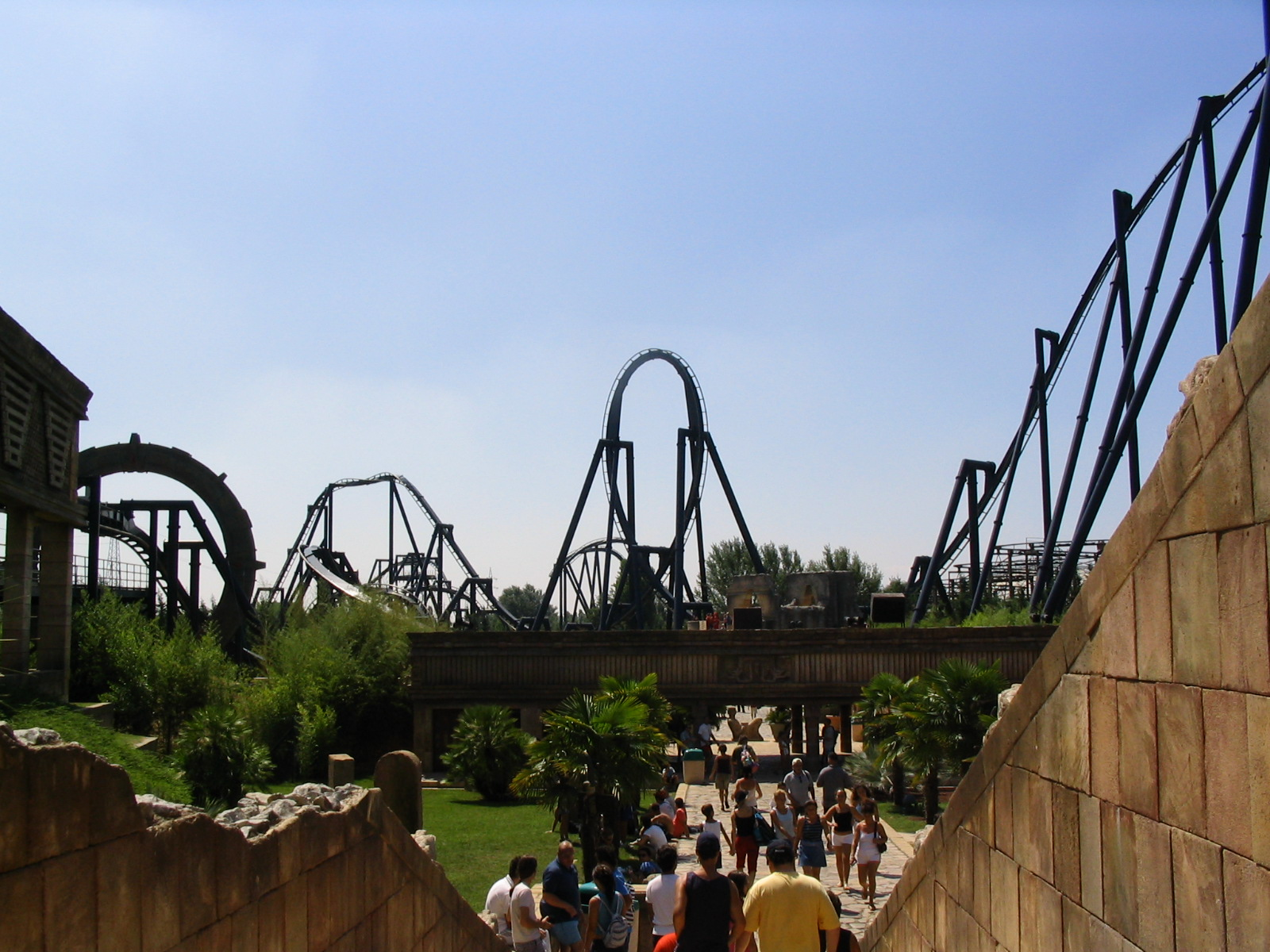
L'inverted coaster più alto e veloce d'Italia: Katun a Mirabilandia
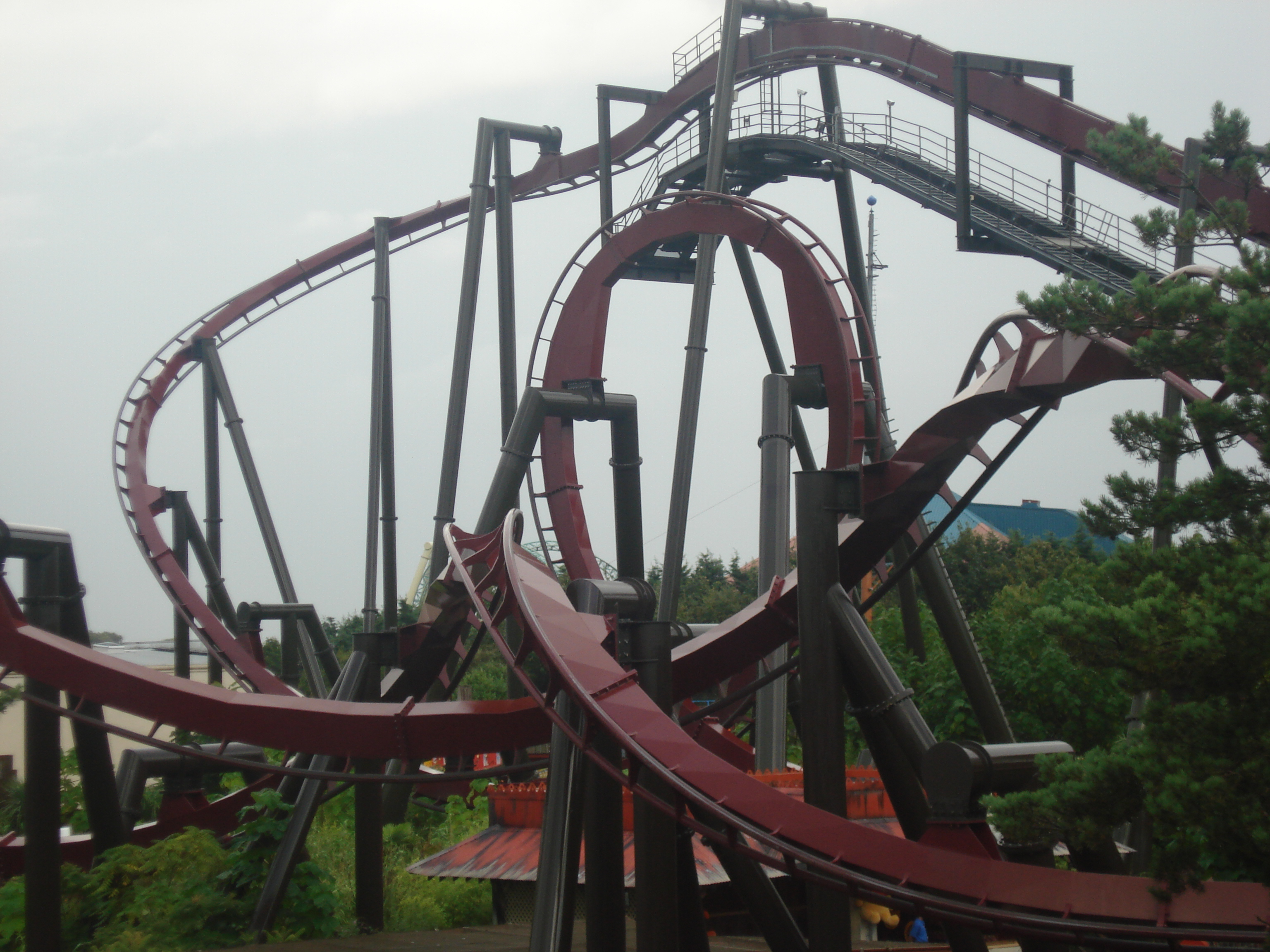
Un inverted coaster di Bolliger & Mabillard, Nemesis Inferno a Thorpe Park
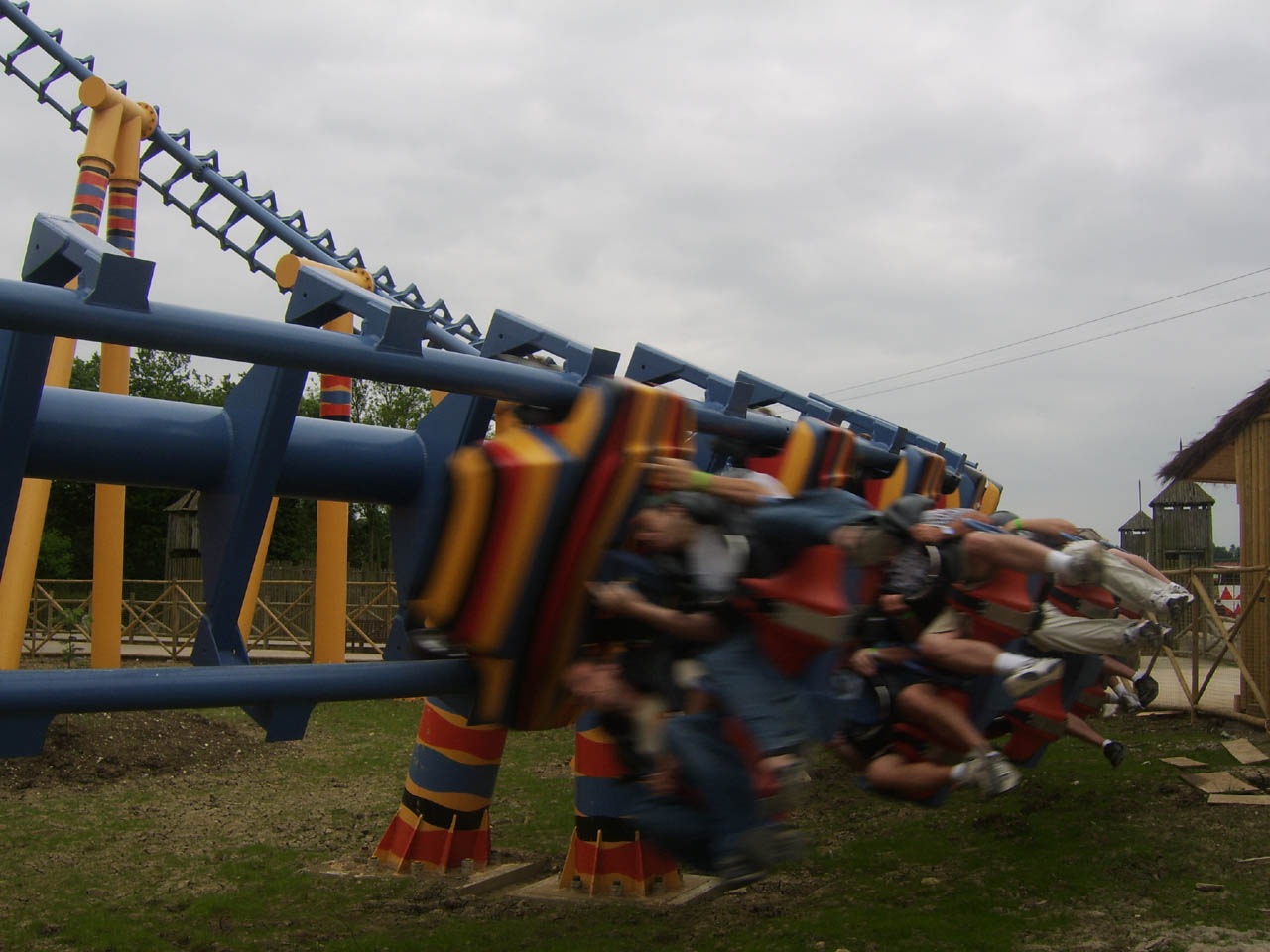
Un inverted coaster di Vekoma, Kumali a Flamingo Land Resort
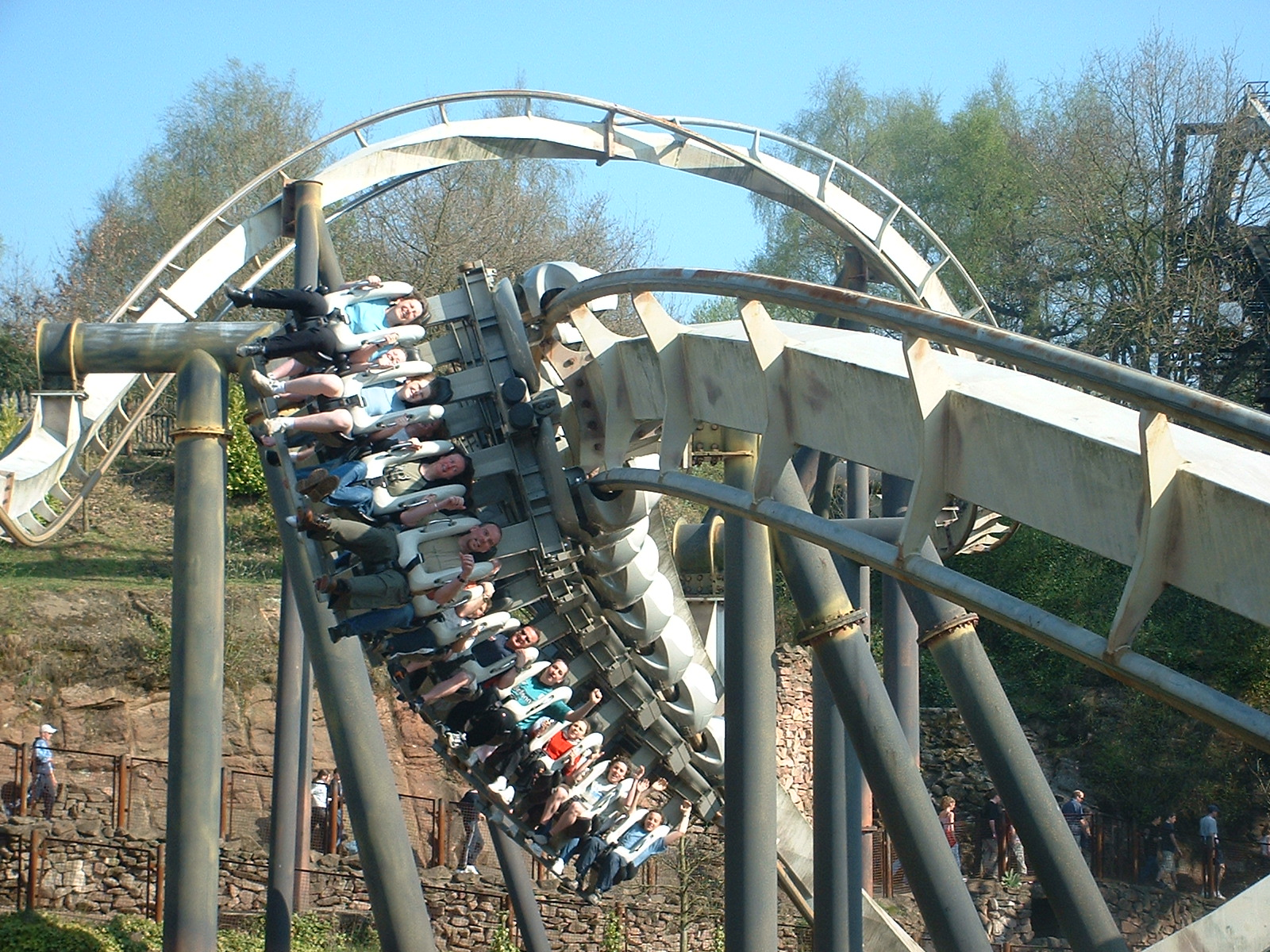
Un inverted coaster di Bolliger & Mabillard, Nemesis ad Alton Towers
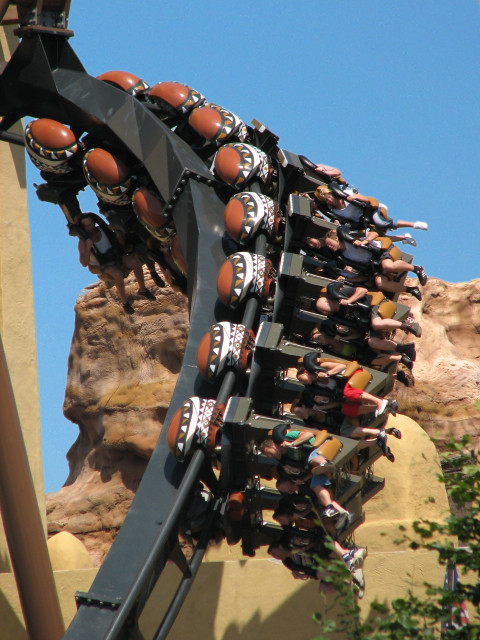
Un inverted coaster di Bolliger & Mabillard, Black Mamba a Phantasialand
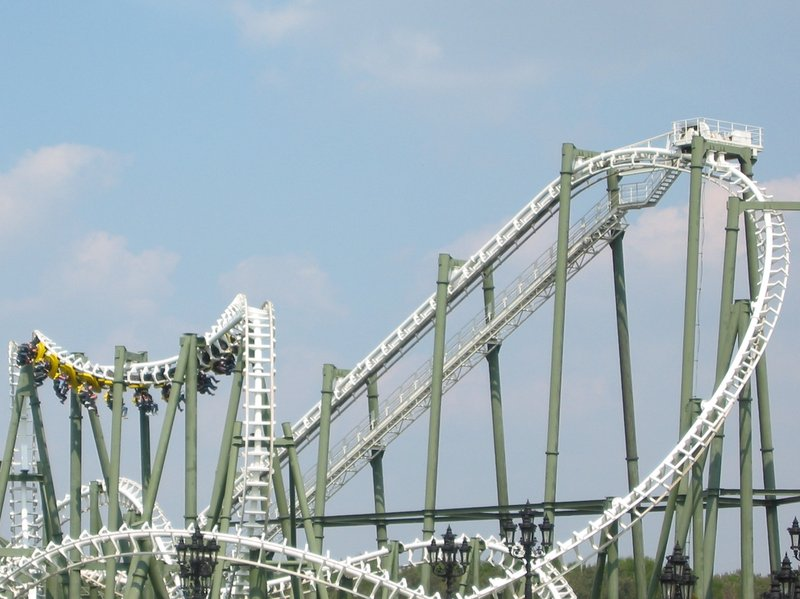
Un inverted coaster di Vekoma, Limit a Heide Park
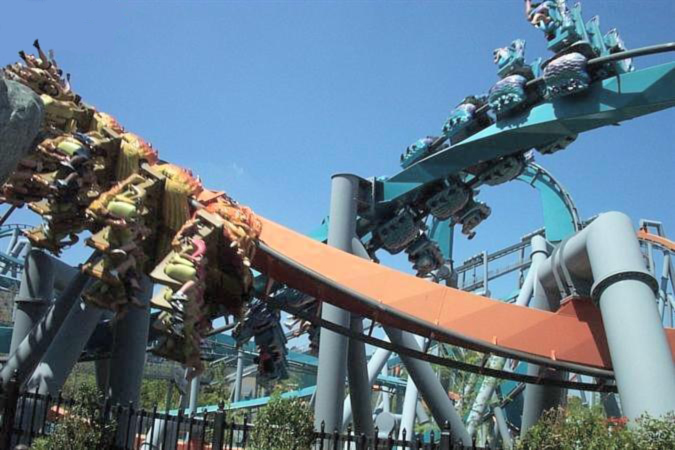
Un dual-tracked inverted coaster di Bolliger & Mabillard, l'ex Dragon Challenge a Islands of Adventure
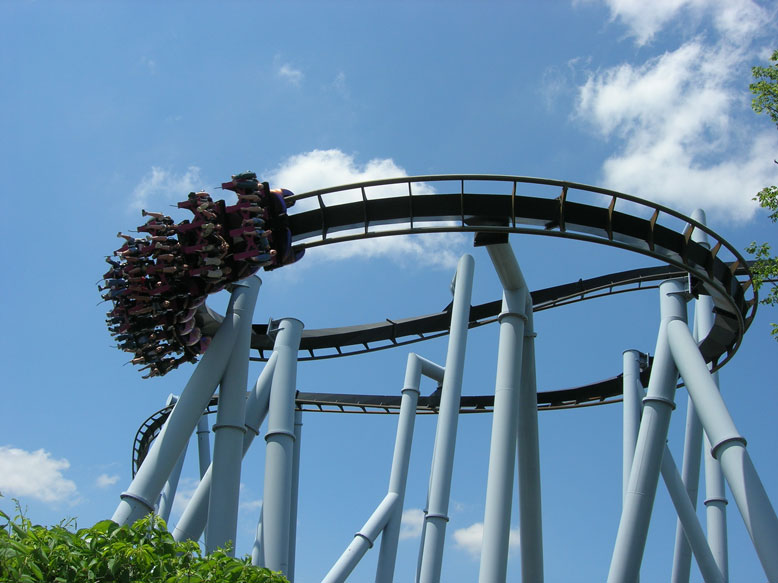
Un inverted coaster di Bolliger & Mabillard, Great Bear a Hershey Park
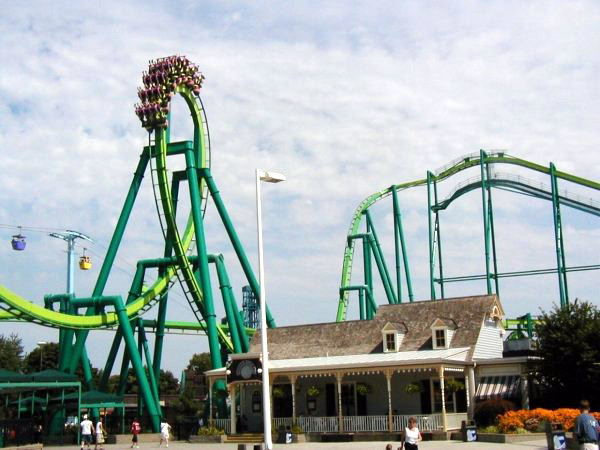
Un inverted coaster di Bolliger & Mabillard, Raptor a Cedar Point